# Pseudodysstroma nepalensis
Pseudodysstroma nepalensis là một loài bướm đêm trong họ Geometridae.